# SO CRAZY/Come
《SO CRAZY／Come》（瘋狂著迷／Come）是安室奈美惠個人單獨名義在2003年10月16日發行的第25張單曲。

## 簡介
- 2003年第3張單曲，以Copy ControlCD形式發售。
- 《think of me／no more tears》以來的雙A面單曲。
- 《SO CRAZY》為Mandom「LUCIDO-L・PRISM MAGIC HAIR COLOR」的廣告歌曲。
- 《Come》為日本電視台《犬夜叉》第7期的片尾曲，為超大型的商業搭配。
- 原定收錄《犬夜叉 天下霸道之劍》的主題曲《Four Seasons》，其後改為《SO CRAZY》與《Come》的雙A面單曲，而《Four Seasons》則收錄於專輯《STYLE》中。
- 《SO CRAZY》為安室於《第54回NHK红白歌合戰》的演唱歌曲。
- 2003年12月10日發售的專輯《STYLE》初回盤Bonus Track收錄本作的混音版本《SO CRAZY (MAD BEAR MIX》，造成現在初回盤購買十分困難。

## 收錄曲
1. SO CRAZY 
作詞:Full Force, Jennifer "JJ" Johnson（日文詞:MICHICO、Rap:TIGER) 作曲：Full Force, Jennifer "JJ" Johnson　編曲:Cobra Endo
2. Come 
作詞:Kask Mansson Cunnah（日文詞:Yuriko Mori）作曲：Kask Mansson Cunnah　編曲:Cobra Endo
3. SO CRAZY　(Instrumental)
4. Come (Instrumental)

## 關連DVD
- PV集『FILMOGRAPHY 2001-2005』
收錄SO CRAZY

## 外部連結
- 安室奈美惠 avex Official web site（页面存档备份，存于）
- VISION FACTORY Artist Page（页面存档备份，存于）